# 小山荒井村
小山荒井村（おやまあらいむら）は、福島県信夫郡にかつて存在した村。現在の福島市中央地域の一部。1889年4月1日、同郡五十辺村、腰浜村と新設合併し浜辺村が成立したため消滅。

## 概要
福島市のシンボル信夫山の南麓に位置し、福島市（当時の旧福島町）から発した奥州街道（国道4号）が縦断している。
旧村名が現在でも名残がある曾根田・腰浜・五十辺各村と異なり、「小山荒井」は町名・地区名・施設名共に使用されておらず、現在の市民にとって馴染みが薄い地名と言える。福島市内でも珍しい例である。
後の浜辺村時代や福島市に合併した当初までは「浜辺村大字小山荒井」「福島市大字小山荒井」のように大字名として使用されていた。
旧小山荒井村の殆んどが水雲神社の氏子区域にあたる。

## 範囲
現在の福島市松浪町・旭町・春日町・山下町・花園町・霞町・御山町に、信夫山南面の山居・太子堂・大日堂・堂殿・駒山・夫婦石・狩野・大山・京塚・大平山・清水山・所窪・児石・山居上・鴇頭森・蟹沢入・立道・小金山・蝦夷穴・熊野山・熊野峠・鶴巻が含まれている。